# 13번째 티라노사우루스
《13번째 티라노사우루스》(Dinosaur 13, 다이너소어 13)는 미국에서 제작된 토드 더글라스 밀러 제작, 감독의 2014년 다큐멘터리 영화이다.
이 영화는 2014년 1월 16일 2014 선댄스 영화제에 미국 다큐멘터리 경쟁 프로그램(U.S. Documentary Competition program)의 경쟁 분류에서 초연되었다.